# Ronchois
 Ronchois  es una comuna y población de Francia, en la región de Alta Normandía, departamento de Sena Marítimo, en el distrito de Dieppe y cantón de Aumale.
Su población en el censo de 1999 era de 169 habitantes.
Está integrada en la Communauté de communes du Canton d'Aumale.

## Demografía
| 209 | 195 | 177 | 162 | 175 | 169 |
| Para los censos de 1962 a 1999 la población legal corresponde a la población sin duplicidades (Fuente: INSEE [Consultar]) |     |     |     |     |     |